# Heinrich Siegel
Heinrich Siegel (13. april 1830 i Ladenburg - 4. juni 1899 i Wien) var en østrigsk retslærd.
Siegel blev Dr. jur. 1852, 1853 privatdocent i Giessen, 1857 ekstraordinær professor i Wien, 1862 ordentlig professor sammesteds, 1875 generalsekretær og 1898 vicepræsident for Videnskabernes Akademi i Wien, 1891 medlem af Herrehuset. Siegel, der i retsopfattelse stod Jacob Grimm nær, har udfoldet en forfattervirksomhed af stor, delvis banebrydende betydning. Særlig må fremhæves Das deutsche Erbrecht nach den Rechtsquellen des Mittelalters (1853), Die germanische Verwandtschaftsberechnung mit besonderer Beziehung auf die Erbenfolge (1853), Geschichte des deutschen Gerichtsverfahrens (I, 1857), Deutsche Rechtsgeschichte (1886, 3. oplag 1895) foruden fortrinlige afhandlinger i Wien-Akademiets Sitzungsberichte. Stor betydning for tysk videnskab og lovgivning fik Siegels berømte bog Das Versprechen als Verpflichtungsgrund im heutigen Recht (1873). Siegel gav stødet til og fremmede udgivelsen af vigtige retshistoriske kildeskrifter, for eksempel Ludwig von Rockingers udgave af Schwabenspiegel og Emil Julius Hugo Steffenhagens af glossen til Sachsenspiegel og frem for alt den statelige samling af østrigske Weisthümer, hvis 1. bind, Die Salzburgischen Taidinge, han selv udgav sammen med Karl Tomaschek (1870).